# Antroposofia

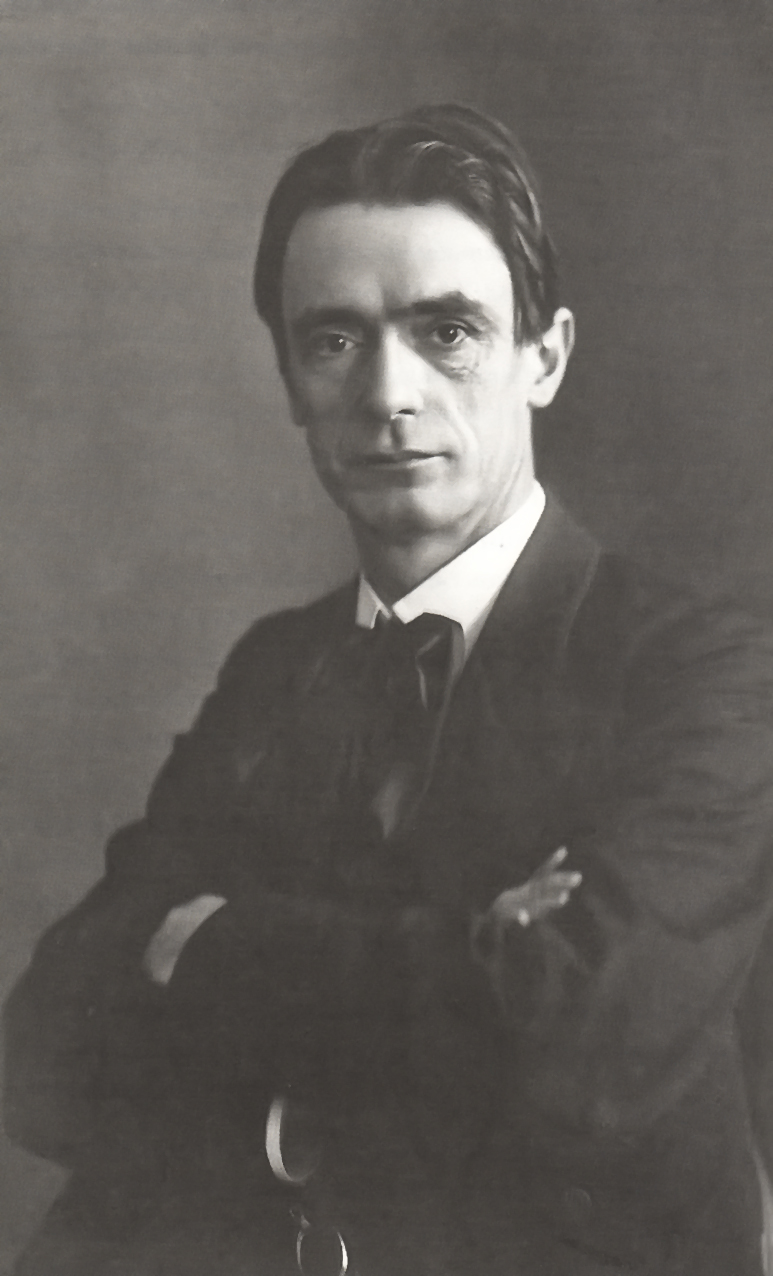
Rudolf Steiner, o criador da antroposofia, em foto de aproximadamente 1905

A antroposofia ou antropossofia ("antrop(o)", "homem" + "sof(o)", "sábio" + "ia", "qualidade, estado, profissão") é uma doutrina filosófica e mística fundada pelo filósofo austríaco Rudolf Steiner (1861-1925). Segundo Steiner, a antroposofia é a "ciência espiritual". Ele a apresenta como um caminho em busca da verdade que preenche o abismo historicamente criado desde a escolástica entre fé e ciência. Na visão de Steiner, a realidade é essencialmente espiritual: ele queria ajudar as pessoas a superar o mundo material e entender o mundo espiritual através do eu espiritual, de nível superior. Segundo Steiner, há um tipo de percepção espiritual que opera de forma independente do corpo e dos sentidos corporais.
A aplicação da antroposofia em áreas como medicina, biologia e agricultura biodinâmica tem sido classificada como pseudociência.

## Descrição
Steiner coloca que, ao se pensar sobre o pensar, começamos a ter acesso a uma consciência diferente da cotidiana. A primeira experiência que podemos ter de um conceito que não encontra correspondente nas percepções do mundo é a vivência do próprio Eu. É a primeira instância de uma experiência no puro pensar. A partir daí, muito mais pode ser vivenciado no puro pensar, como vários conceitos que não encontram correspondentes em percepções físicas. Mas, para isso, Steiner diz ser necessário ampliar a capacidade de nossa consciência e apresenta exercícios para tal.
A Antroposofia organiza seus trabalhos em grupos que podem formar-se de forma independente em diferentes países, e esses grupos podem permanecer separados ou unir-se conforme suas condições locais. A unidade na direção da Sociedade é garantida pela presença de "iniciados" do círculo interno em cada grupo, que fornecem sugestões em vez de ordens diretas. A Sociedade busca incentivar a colaboração espiritual entre seus membros, investigar realidades ocultas e explorar verdades fundamentais presentes nas concepções históricas da vida e do universo. Seu objetivo é transcender contextos religiosos específicos e se concentrar na compreensão e no desenvolvimento das essências humanas e cósmicas supersensíveis.
A base epistemológica da antroposofia está contida na obra A Filosofia da Liberdade, assim como em sua tese de doutorado, Verdade e Ciência. Estes e vários outros livros de Steiner anteciparam a gradual superação do idealismo cartesiano e do subjetivismo kantiano da filosofia do século XX. Assim como Edmund Husserl e Ortega y Gasset, Steiner foi profundamente influenciado pelos trabalhos de Franz Brentano, e havia lido Wilhelm Dilthey em detalhe. Por meio de seus primeiros livros, de cunho epistemológico e filosófico, Steiner tornou-se um dos primeiros filósofos europeus a superar a ruptura entre sujeito e objeto que Descartes, a física clássica, e várias forças históricas complexas gravaram na mente humana ao longo de vários séculos.[carece de fontes]
Steiner definiu a antroposofia como "um caminho de conhecimento para guiar o espiritual do ser humano ao espiritual do universo." O objetivo do antropósofo é tornar-se "mais humano", ao aumentar sua consciência e deliberar sobre seus pensamentos e ações; ou seja, tornar-se um ser "espiritualmente livre".
Steiner ministrou vários ciclos de palestras para médicos, a partir dos quais surgiu um movimento de medicina antroposófica que se espalhou pelo mundo e que, agora, inclui milhares de médicos, psicólogos e terapeutas, e que possui seus próprios hospitais e universidades médicas [carece de fontes]. Outras vertentes práticas da antroposofia incluem: a agricultura biodinâmica, a educação infantil e juvenil (pedagogia Waldorf), a farmácia antroposófica, que é uma extensão da homeopática (Wala, Weleda, Sirimim), a nova arte da euritmia ("o movimento como verbo e som visíveis"), a pedagogia curativa e terapêutica social, em que se destacam os centros denominados Vilas Camphill e a arquitetura orgânica (a sede da Sociedade Antroposófica Geral, o Goetheanum, em Dornach, na Suíça, é uma amostra dessa arquitetura).
Os edifícios da Sociedade Antroposófica são projetados para refletir a natureza dinâmica do universo. Um exemplo notável é o edifício ‘Goetheanum’, com duas grandes cúpulas, uma maior e outra menor. A cúpula maior, sustentada por sete colunas em forma de pentagrama, simboliza a harmonia e as etapas sucessivas da evolução do universo. As sete colunas representam o número sete, associado à evolução no tempo. A cúpula menor, inserida na maior, é sustentada por doze colunas, representando as doze influências zodiacais que afetam o microcosmo humano. Os vitrais, projetados por Steiner, ilustram as etapas do progresso da alma.
A obra completa de Steiner, toda publicada, contém cerca de 350 volumes com seus livros e ciclos, com as mais de 6 000 palestras que foram estenografadas (veja Seção "Ligações externas").

## História
De 1902 a 1912, Steiner foi presidente da Sociedade Teosófica da Alemanha. Steiner inicialmente se envolveu com o "Iluminismo Renovado" de Leopold Engel, mas eventualmente estabeleceu um caminho distinto para suas crenças espirituais e filosóficas. O rompimento de Steiner com a teosofia foi por os teosóficos não tratarem Jesus Cristo ou o cristianismo como algo especial, porém Steiner continuou aceitando conceitos hinduístas como carma e reencarnação na antroposofia. Portanto, a Antroposofia não deve ser entendida como uma doutrina especificamente cristã.
A "Sociedade Antroposófica" foi dirigida por um "Comitê Fundador" composto por figuras notáveis como Karl Unger, Marie von Sivers (que mais tarde se casou com Steiner) e Michael Bauer. A Sociedade foi organizada de forma a permitir que grupos independentes se formem conforme as necessidades locais, mantendo uma liderança central através de "iniciados" do círculo interno.

## História da humanidade
Segundo Steiner, a humanidade habita o planeta Terra desde sua criação, existindo sob a forma de espíritos e assumindo diversas formas. Atualmente, estaríamos vivendo no Período Pós-Atlântida, que começou com o afundamento da Atlântida em 7227 a.C. O período Pós-Atlântida se divide em sete épocas, sendo a atual a época Euro-Americana, que durará até o ano de 3573. Após esta era, os homens vão recuperar os poderes de clarividência que tinham no período anterior aos gregos antigos.